# 空本誠喜
空本 誠喜 （そらもと せいき、1964年3月11日 - ）は、日本の政治家。日本維新の会所属の衆議院議員（3期）。環境委員会理事。農林水産会委員。

## 略歴
広島県安芸郡音戸町藤脇（現：呉市）出身。広島県立呉三津田高等学校、早稲田大学理工学部卒業。
1989年、東京大学大学院工学系研究科原子力工学専攻 修士課程修了。
1992年、東京大学大学院工学系研究科原子力工学専攻 博士課程修了、博士（工学）を取得。
1991年～1993年、日本学術振興会の特別研究員を兼務。
1993年、東芝に入社し、原子力事業部に配属される（2001年6月まで）。
1994年、応用物理学会より放射線賞（奨励賞）を授与される。
1998年、旧自由党の国会議員一般公募に合格。
2002年、現・原子力災害サポートオフィスを設立。
2003年の民由合併後、民主党公認で第43回衆議院議員総選挙に広島4区から初出馬するが、自由民主党の中川秀直に敗れ落選。
2005年、第44回衆議院議員総選挙に広島4区から出馬するが、再度中川に敗れ落選。
2009年、第45回衆議院議員総選挙に広島4区から出馬し、中川を破り初当選（中川も比例復活）。
2012年 第46回衆議院議員総選挙に広島4区から出馬するが、中川秀直の次男・中川俊直に敗れ、比例復活できずに落選。
2014年に行われた第47回衆議院議員総選挙に、広島4区から無所属で出馬を検討していたが、体調が万全でないことで出馬を断念。
2017年に行われた第48回衆議院議員総選挙は、当初広島4区から無所属で出馬を予定していたが、10月5日に日本維新の会公認で出馬する事になった。投開票の結果、選挙区で新谷正義に敗れ落選。
2018年3月13日、広島維新の会（日本維新の会の広島県総支部）の幹事長に就任。
2019年に行われた第25回参議院議員通常選挙に、日本維新の会公認で比例区より出馬したが、落選。
2019年11月30日、日本維新の会衆院広島4区支部長就任が発表された。
県内出身の岸田文雄が総理に就任した直後の2021年10月31日に行われた第49回衆議院議員総選挙で広島4区から出馬し、新谷に敗れ3位で落選したものの、維新が比例中国ブロックで1議席を獲得したため比例復活で当選。
2024年、第50回衆議院議員総選挙に広島4区から出馬し、区割り変更で広島5区から選挙区が変更された寺田稔を一騎打ちで破り当選（寺田も比例復活）。同年11月15日、日本維新の会代表選挙への立候補を表明。が、8547票を獲得した吉村洋文大阪府知事に対し、492票を獲得するに留まり、吉村に敗れた。

## 人物
- 基礎スキー正指導員、基礎スキーＢ級検定員（全日本スキー連盟）
- その他のスポーツ（水泳、テニス、ゴルフ、乗馬など）
- 工学博士（原子力工学）、放射線賞（応用物理学会）
- 電気主任技術者、電気通信主任技術者、電気工事士
- 小型船舶１級 他

## 原子力
- 福島第一原子力発電所事故直後の3月15日、指導教官の一人であった東京大学大学院教授の小佐古敏荘を放射線防護の第一人者として大畠章宏国土交通大臣（当時）と海江田万里経済産業大臣（当時）に紹介し、大島敦のすすめで内閣官房参与に推薦した。また同日の夜に内閣総理大臣の菅直人から原発事故収束のための協力を依頼され、東大・原子力の恩師である近藤駿介原子力委員会委員長と小佐古他とともに緊急助言チームを立ち上げた[13]。
- 2019年2月3日、NHK総合「明日へ　つなげよう　証言記録▽豊穣（じょう）の海を取り戻せ～闘う漁師８年の記録」で、原子力の専門家（元東芝の技術者）かつ政治家（当時官邸に直接助言してきた衆議院議員）として、低レベル汚染水の海洋放出（2011年4月4日）の考え方や汚染水問題の住民説明の在り方について解説した[14][15]。

## 政策・主張
- 2012年の消費増税をめぐる政局では、6月26日の衆議院本会議で行われた消費増税法案の採決で、党の賛成方針に反対して、棄権した[16][17]。民主党は7月3日の常任幹事会で厳重注意処分とする方針を決定し[18][19][20][21][22]、7月9日の常任幹事会で正式決定した[23][24][25]。
- 空本が所属する日本維新の会は、旧姓を法的に通称使用できるようにする法案を衆院に提出した。選択的夫婦別姓を認める法案とは一線を画す。
- 選択的夫婦別姓導入に「賛成」としていたが、旧姓使用の拡大へ変更して法案提出に賛同している[26]。

## 不祥事

### 政治資金
空本が代表を務める「日本維新の会衆議院広島県第4選挙区支部」が、政治資金規正法で提出が義務付けられている2020年分の政治資金収支報告書を提出の締め切りから半年以上が経った時点でも提出していなかった。空本は「必要な領収書が手元になく遅れてしまった」と釈明し、2021年12月28日までに提出したと述べた。

### 党代表選での秘密投票の侵害
2022年日本維新の会代表選挙が行われていた8月18日未明、空本は自身のtwitterに候補者である馬場伸幸衆議院議員の氏名が書かれた6枚の投票用紙を持った写真とともに「支援者回りをしながら、直接代表選の投票用紙の書き方をご説明。そしてまとめて投函」と投稿した。候補者の一人である足立康史衆議院議員がこの投稿を問題視し、「（議員の）地位を乱用した投票強要に当たる」として党代表選挙管理委員会に異議を申し立て、選管は空本が投函した投票用紙の特定が困難なことから無効とはしない判断をした一方、規則で定めた「投票の秘密」を侵害したとして、空本を口頭で厳重注意した。空本は取材に対し、「党員の親戚から誰に投票すべきかを相談されたので訪問した。その後、投函を頼まれただけだ。無理に名前を書かせたわけではない」と釈明し、厳重注意については「何が問題か分からないが、（投票の秘密を守るという）党の方針には従う」と述べ、投稿は削除した。また、これとは別に空本は自身が代表を務める党広島県総支部で管理している一般党員の名簿の一部を無断で馬場陣営に提供していた。9月29日、この問題で党は空本を3カ月の党役職停止処分とした。

## 著書
- 汚染水との闘い - 福島第一原発・危機の深層（2014年8月5日発行、ちくま新書）ISBN 978-4-480-06791-3
- 二〇ミリシーベルト - 福島第一原発事故　被ばくの深層（2017年4月17日発行、論創社）ISBN 978-4-8460-1607-4

## 選挙歴
| 当落 | 選挙                   | 執行日         | 年齢 | 選挙区      | 政党         | 得票数     | 得票率 | 定数 | 得票順位 /候補者数 | 政党内比例順位 /政党当選者数 |
| ---- | ---------------------- | -------------- | ---- | ----------- | ------------ | ---------- | ------ | ---- | ------------------ | ---------------------------- |
| 落   | 第43回衆議院議員総選挙 | 2003年11月09日 | 39   | 広島県第4区 | 民主党       | 4万9784票  | 31.59% | 1    | 2/5                | 10/4                         |
| 落   | 第44回衆議院議員総選挙 | 2005年09月11日 | 41   | 広島県第4区 | 民主党       | 6万7921票  | 36.08% | 1    | 2/3                | 7/3                          |
| 当   | 第45回衆議院議員総選挙 | 2009年08月30日 | 45   | 広島県第4区 | 民主党       | 10万2435票 | 50.28% | 1    | 1/3                | /                            |
| 落   | 第46回衆議院議員総選挙 | 2012年12月16日 | 48   | 広島県第4区 | 民主党       | 5万3340票  | 33.65% | 1    | 2/3                | 4/2                          |
| 落   | 第48回衆議院議員総選挙 | 2017年10月22日 | 53   | 広島県第4区 | 日本維新の会 | 2万8562票  | 19.20% | 1    | 2/6                | 2/0                          |
| 比当 | 第49回衆議院議員総選挙 | 2021年10月31日 | 57   | 広島県第4区 | 日本維新の会 | 2万8966票  | 17.88% | 1    | 3/4                | 1/1                          |
| 当   | 第50回衆議院議員総選挙 | 2024年10月27日 | 60   | 広島県第4区 | 日本維新の会 | 9万3707票  | 50.55% | 1    | 1/2                | /                            |